# Strandburg
Strandburg è un centro abitato (town) degli Stati Uniti d'America, situato nella contea di Grant nello Stato del Dakota del Sud. La popolazione era di 72 persone al censimento del 2010. Il suo nome deriva dal fondatore della città, lo svedese John Strandburg.

## Geografia fisica
Strandburg è situata a 45°02′36″N 96°45′41″W (45.043312, -96.761365).
Secondo lo United States Census Bureau, ha un'area totale di 0,08 miglia quadrate (0,21 km²).

## Società

### Evoluzione demografica
Secondo il censimento del 2010, c'erano 72 persone.

### Etnie e minoranze straniere
Secondo il censimento del 2010, la composizione etnica della città era formata dal 95,8% di bianchi e il 4,2% di nativi americani.